# Chodoriwci
Chodoriwci (ukr. Ходорівці; hist. pol. Chodorowce) – wieś na Ukrainie, w obwodzie chmielnickim, w rejonie kamienieckim.
W czasach Rzeczypospolitej wieś leżała w województwie podolskim. Odpadła od Polski w wyniku II rozbioru.